# ABC Fight Club
АБЦ ФАЙТ КЛУБ (ABC FIGHT CLUB) е клуб за бойни изкуства и бойни спортове в София. Ядрото на клуба се оформя през 1980-те години, а официално е създаден през 1992 г. Основател на клуба и главен треньор и инструктор е Красимир Гергинов, (8 дан таекуондо). Клубът постига най-големи успехи и най-голяма популярност с таекуондо, но в него тренират още професионалисти и любители в спортовете савате (френски бокс), бокс, кикбокс, ММА и др.

## Спортни успехи на трениращи и тренирали в ABC FIGHT CLUB
В АВС Fight Club вече се е създала традиция в използването на най-доброто от различните бойни изкуства. Затова състезатели, които с успех участват в състезания по таекуон-до (основният спорт на клуба, с най-големи международни успехи), се представят успешно и в турнири по кикбокс, бокс, муай тай, сават и др.
Сред световните и европейски шампиони на клуба по таекуон-до, кикбокс, савате са: Амалия Колева, Недялка Бачева, Анелия Милкова, Дюк Нуамеруе, Антони Давидов, Димитър Христов, Албена Малчева, Петя Станева, Александра Димитрова и др.
Стотици са трениралите и участвалите в различни състезания, турнири, първенства, семинари по таекуон-до, бокс, кикбокс, савате през годините. Много са и участниците в различни национални отбори, както и тези, които са се включвали в състезания с отбори на клуба. Много трудно е да се изброят всички медалисти, както и съдии, помощник-треньори и хора, които са допринесли за достойното представяне на различни мероприятия.
Доколкото представителни са Световните и Европейските първенства, Световните и Европейските купи, публикуваме само тези класирания на състезатели от клуба, както и спечелените от тях златни, сребърни и бронзови отличия. Освен индивидуално, те са част и от отборните надпревари.

## 2022 година

### Европейско първенство по кик бокс, Анталия, Турция, 7 – 11 ноември 2022 г.
ЖЕНИ
- Златен медал фул контакт до 52 кг (Александра Димитрова)

## 2019 година

### Световно първенство по таекуон-до ITF, Пловдив, 27 август – 1 септември 2019 г.
ЖЕНИ
ДЕВОЙКИ СТАРША ВЪЗРАСТ
ДЕВОЙКИ МЛАДША ВЪЗРАСТ
ВЕТЕРАНИ

### Европейско първенство по кикбокс за юноши и девойки, Гьор, Унгария, 27 – 31 август 2019 г.
- 2 медала (1 сребърен, 1 бранзов)

ЮНОШИ СТАРША ВЪЗРАСТ 16 – 18 Г.
- Бронзов медал лайт контакт до 69 кг (Лъчезар Хаджигенов)

ЮНОШИ МЛАДША ВЪЗРАСТ 13 – 15 Г.
- Сребърен медал кик лайт до 52 кг (Петър Димитров)

### Европейско първенство по таекуон-до GTF, Казан, Русия, 21 – 25 юни 2019 г.
4 медала (1 златен, 1 сребърен, 2 бронзови)

### Световна купа по кикбокс Bestfighter, Римини, Италия, 14 – 16 юни 2019 г.
- 7 медала (2 сребърни, 5 бронзови)

ЖЕНИ
- Бронзов медал лайт контакт до 50 кг (Александра Димитрова)

ДЕВОЙКИ СТАРША ВЪЗРАСТ
- Сребърен медал кик лайт до 50 кг (Александра Димитрова)
- Бронзов медал лайт контакт до 50 кг (Александра Димитрова)

ЮНОШИ СТАРША ВЪЗРАСТ
- Бронзов медал кик лайт до 69 кг (Лъчезар Хаджигенов)

ДЕВОЙКИ МЛАДША ВЪЗРАСТ
- Сребърен медал лайт контакт до 55 кг (Моника Ценкова)
- Бронзов медал кик лайт до 55 кг (Моника Ценкова)
- Бронзов медал кик лайт до 55 кг (Цветелина Александрова)

### 34-то Европейско първенство по таекуон-до ITF (всички възрасти), Римини, Италия, 4 – 8 април 2019 г.
- 15 медала (5 златни, 5 сребърни, 5 бронзови)

ЖЕНИ ОТБОРНО
- Златен медал силов тест (Амалия Колева)

ЮНОШИ СТАРША ВЪЗРАСТ ИНДИВИДУАЛНО
- Сребърен медал самозащита (Николай Василев)
- Бронзов медал спаринг до 57 кг (Николай Василев)

ДЕВОЙКИ СТАРША ВЪЗРАСТ ИНДИВИДУАЛНО
- Бронзов медал спаринг до 52 кг (Александра Димитрова)

ЮНОШИ МЛАДША ВЪЗРАСТ ИНДИВИДУАЛНО
- Сребърен медал самозащита (Самир Джафер)
- Бронзов медал спаринг до 55 кг (Самир Джафер)

ДЕВОЙКИ МЛАДША ВЪЗРАСТ ИНДИВИДУАЛНО
- Златен медал спаринг до 45 кг (Екатерина Иванова)
- Сребърен медал спаринг до 45 кг (Елена Любомирова)
- Сребърен медал спаринг до 60 кг (Ния Христова)
- Сребърен медал самозащита (Ния Христова)

ЮНОШИ МЛАДША ВЪЗРАСТ ОТБОРНО
- Бронзов медал спаринг (Самир Джафер)

ДЕВОЙКИ МЛАДША ВЪЗРАСТ ОТБОРНО
- Златен медал спаринг (Екатерина Иванова, Елена Любомирова, Ния Христова)

ДЕВОЙКИ СТАРША ВЪЗРАСТ ОТБОРНО
- Бронзов медал спаринг (Александра Димитрова)

## 2018 година

### Световно първенство по савате (асо), Пловдив, България, 21 – 23 октомври 2018 г.
- 1 бронзов

ЖЕНИ
- Бронзов медал жени до 75 кг (Петя Станева)

### Eвропейска купа по таекуон-до GTF (всички възрасти), Ереван, Армения, 5 – 7 октомври 2018 г.
- 13 медала (8 златни, 3 сребърни, 2 бронзови)

ДЕВОЙКИ СТАРША ВЪЗРАСТ
МОМЧЕТА 11 – 13 ГОДИНИ
ВЕТЕРАНИ

### Световно първенство по кикбокс за кадети и юноши, Римини, Италия, 15 – 21 септември 2018 г.
- 2 медала (1 златен, 1 бронзов)

ДЕВОЙКИ
- Златен медал кик лайт 13 – 15 г. до 46 кг (Екатерина Иванова)
- Бронзов медал лайт 13 – 15 г. до 46 кг (Екатерина Иванова)

### 13-о за юноши и девойки, 8-о за ветерани Световно първенство по таекуондо, Минск, Беларус, 21 – 29 август 2018 г.
- 3 медала (1 златен, 1 сребърен, 1 бронзов)

ДЕВОЙКИ ИНДИВИДУАЛНО
- Златен медал спаринг до 45 кг (Екатерина Иванова)
- Сребърен медал спаринг до 55 кг (Ния Христова)
- Бронзов медал спаринг до 45 кг (Елена Любомирова)

### Световна купа по кикбокс Bestfighter Римини, Италия, 21 – 23 юни 2018 г.
- 2 бронзови медала
- Бронзов медал кик лайт девойки 13 – 15 г. до 46 кг (Екатерина Иванова)
- Бронзов медал лайт девойки 13 – 15 г. до 46 кг (Екатерина Иванова)

### 33-то за мъже и жени, 24-то за юноши и девойки и 10-о за ветерани Европейско първенство по таекуондо, Талин, Естония, 26 – 29 април 2018 г.
- 11 медала (3 златни, 2 сребърни, 6 бронзови)

ЖЕНИ ИНДИВИДУАЛНО
- Златен медал силов тест (Амалия Колева)
- Сребърен медал спаринг до 62 кг (Амалия Колева)
- Сребърен медал спаринг до 77 кг (Петя Станева)

ДЕВОЙКИ ИНДИВИДУАЛНО
- Бронзов медал спаринг девойки младша възраст до 55 кг (Ния Христова)

ДЕЦА
- Златен медал спаринг момичета до 45 кг (Екатерина Иванова)

ЖЕНИ ОТБОРНО
- Златен медал силов тест (Амалия Колева)
- Бронзов медал спаринг (Амалия Колева, Петя Станева)

ДЕВОЙКИ ОТБОРНО
- Бронзов медал форми (Таня Джалалиева)
- Бронзов медал спаринг (Ния Христова, Таня Джалалиева)

## 2017 година

### Открито Световно първенство по таекуондо Барневелд, Холандия, 27 – 30 септември 2017 г.
- 8 медала (3 златни, 4 сребърни, 1 бронзов)

МЪЖЕ ИНДИВИДУАЛНО
- Сребърен спаринг категория + 92 кг (Ангел Кугийски)

ДЕВОЙКИ ИНДИВИДУАЛНО
- Златен медал спаринг категория до 51 кг (Валентина Тодорова)
- Златен медал спаринг категория до 45 кг (Александра Димитрова)

ВЕТЕРАНИ МЪЖЕ ИНДИВИДУАЛНО
- Златен медал силов тест (Евгени Тодоров)
- Сребърен медал спаринг категория до 71 кг (Данаил Николов)
- Бронзов медал спаринг категория над 86 кг (Евгени Тодоров)

ВЕТЕРАНИ ЖЕНИ ИНДИВИДУАЛНО
- Сребърен медал форма до II дан (Денка Кацарска)
- Сребърен медал спаринг категория до 65 кг (Денка Кацарска)

### Открита Световна купа по таекуондо Барневелд, Холандия, 27 – 30 септември 2017 г.
- 15 медала (7 златни, 4 сребърни, 4 бронзови)

МЪЖЕ
- Бронзов медал спаринг категория до 63 кг (Кристиан Стоименов)
- Бронзов медал спаринг категория до 86 кг (Димитър Иванов)

ЮНОШИ
- Сребърен медал спаринг категория до 60 кг (Лъчезар Хаджигенов)
- Бронзов медал спаринг категория до 60 кг (Николай Василев)

КАДЕТИ
- Златен медал спаринг, категория до 45 кг (Елена Любомирова)
- Златен медал форма до 6 гуп (Елена Любомирова)
- Златен медал спаринг, категория до 45 кг (Екатерина Иванова)

ВЕТЕРАНИ
- Златен медал спаринг категория до 62 кг (Елена Недева)
- Златен медал форма до 1 гуп (Елена Недела)
- Сребърен медал спаринг категория до 62 кг (Нона Алексиева)
- Сребърен медал спаринг категория над 86 кг (Виктор Байчев)

ДЕЦА
- Сребърен медал спаринг момичета до 150 см (Мая Маринова)
- Бронзов медал спаринг момчета до 160 см (Филип Байчев)

ДЕВОЙКИ ОТБОРНО
- Златен медал спаринг (Екатерина Иванова, Елена Любомирова)

### 20-о Световно първенство по таекуондо Пхенян, КНДР, 8 – 11 септември 2017 г.
- 1 бронзов

ЖЕНИ ОТБОРНО
- Бронзов медал спаринг (Амалия Колева)

### Европейско първенство по кикбокс за юноши и девойки, Скопие, Р Македония, 3 – 7 септември 2017 г.
- 1 златен

ДЕВОЙКИ
- Златен медал кик лайт 13 – 15 г. до 42 кг (Екатерина Иванова)

### Световно първенство савате (комба), Вараждин, Хърватия, 23 – 25 юни 2017 г.
- 1 бронзов

МЪЖЕ
- Бронзов медал до 84 кг (Дюк Нуамеруе)

### Световна купа по кикбокс Bestfighter, Римини, Италия 16 – 18 юни 2017 г.
- 2 златни

МЪЖЕ
- Златен медал кик лайт до 84 кг (Дюк Нуамеруе)
- Златен медал лайт до 84 кг (Дюк Нуамеруе)

### 32-ро за мъже и жени, 23-то за юноши и девойки, 9-о за ветерани, 7-о за деца Европейско първенство по таекуондо, Ливърпул, Англия, 24 – 30 април 2017 г.
- 10 медала (3 златни, 4 сребърни, 3 бронзови)

ЖЕНИ ИНДИВИДУАЛНО
- Сребърен медал спаринг до 75 кг (Петя Станева)
- Сребърен медал силов тест (Амалия Колева)
- Бронзов медал спаринг категория плюс 75 кг (Амалия Колева)

ЖЕНИ ОТБОРНО
- Сребърен медал силов тест (Амалия Колева, Петя Станева)

ДЕВОЙКИ ИНДИВИДУАЛНО
- Златен медал спаринг старша възраст до 40 кг (Таня Джалалиева)

ДЕЦА
- Златен медал спаринг момичета 12 – 13 г. до 55 кг (Ния Христова)
- Златен медал спаринг момчета 12 – 13 г. до 45 кг (Самир Джафер)
- Бронзов медал спаринг момичета 12 – 13 г. до 45 кг (Екатерина Иванова)
- Бронзов медал спаринг момичета 12 – 13 г. до 40 кг (Елена Любомирова)

## 2016 година

### Европейско младежко първенство по савате (асо), София, България, 15 – 16 юли 2016 г.
- 6 медала (2 златни, 1 сребърен, 3 бронзови)

ДЕВОЙКИ
- Златен медал до 52 кг (Валентина Тодорова)
- Сребърен медал до 48 кг (Александра Димитрова)

ЮНОШИ
- Златен медал до 56 кг (Людмил Диков)
- Бронзов медал до 52 кг (Радослав Костурков)
- Бронзов медал до 63 кг (Кристиан Стоименов)
- Бронзов медал до (Павел Беляев)

### Световна купа по кикбокс Bestfighter, Римини, Италия, 4 – 6 юни 2016 г.
- 3 бронзови медала

ЖЕНИ
- Бронзов медал кик лайт до 60 кг (Амалия Колева)
- Бронзов медал лайт до 60 кг (Амалия Колева)

ЮНОШИ
- Бронзов медал кик лайт 13 – 15 г. (Калоян Димитров)

### 31-во за мъже и жени, 22-ро за юноши и девойки и 8-о за ветерани, 6-о за деца Европейско първенство по таекуондо, Солун, Гърция, 30 април – 3 май 2016 г.
- 5 медала (3 златни, 1 сребърен, 1 бронзов)

ЖЕНИ ИНДИВИДУАЛНО
- Златен медал силов тест (Амалия Колева)

ЖЕНИ ОТБОРНО
- Сребърен медал спаринг жени (Амалия Колева)

ДЕЦА
- Златен медал спаринг момичета до 35 кг (Екатерина Иванова)
- Златен медал спаринг момичета до 40 кг (Елена Любомирова)
- Бронзов медал форма червен колан (Ния Христова)

## 2015 година

### Световно първенство по кикбокс Дъблин, Ирландия, 24 – 29 ноември 2015 г.
- 1 сребърен

МЪЖЕ
- Сребърен медал лайт до 84 кг (Дюк Нуамеруе)

### Световно първенство по кикбокс, Белград, Сърбия, 28 – 31 октомври 2015 г.
- 1 златен

МЪЖЕ
- Златен медал кик лайт до 84 кг (Дюк Нуамеруе)

### Европейско първенство по савате (асо), Будапеща, Унгария, 3 – 5 октомври 2015 г.
- 5 медала (1 златен, 1 сребърен, 3 бронзови)

ЖЕНИ
- Златен медал до 75 кг (Петя Станева)
- Сребърен медал + 75 кг (Виктория Йорданова)
- Бронзов медал до 65 кг (Джоана Нуамеруе)
- Бронзов медал до 52 кг (Йорданка Петрова)
- Бронзов медал до 48 кг (Анелия Милкова)

### 19-о Световно първенство по таекуондо Пловдив, България, 27 август – 1 септември 2015 г.
- 2 медала (1 златен, 1 бронзов)

ЖЕНИ ИНДИВИДУАЛНО
- Златен медал силов тест (Амалия Колева)
- Бронзов медал спаринг до 57 кг (Амалия Колева)

### Световно младежко първенство по савате, Пловдив, България, 2 – 3 август 2015 г.
- 5 медала (1 златен, 2 сребърни, 2 бронзови)

ДЕВОЙКИ
- Бронзов медал до 48 кг (Валентина Тодорова)

ЮНОШИ
- Златен медал + 85 кг (Николай Петков)
- Сребърен медал до 70 кг (Мартин Костурков)
- Сребърен медал до 57 кг (Людмил Диков)
- Бронзов медал до 52 кг (Радослав Костурков)

### 30-о за мъже и жени, 21-во за юноши и девойки и 7-о за ветерани Европейско първенство по таекуондо, Андрия, Италия, 30 април – 3 май 2015 г.
- 2 медала (1 златен, 1 бронзов)

МЪЖЕ ИНДИВИДУАЛНО
- Златен медал форма до II дан (Димитър Христов)

ДЕЦА
- Бронзов медал спаринг момичета до 50 кг (Яна Тасева)

## 2014 година

### 29-о за мъже и жени, 20-о за юноши и девойки и 6-о за ветерани Европейско първенство по таекуондо, Минск, Беларус, 7 – 13 април 2014 г.
- 8 медала (2 златни, 2 сребърни, 4 бронзови)

ЖЕНИ ИНДИВИДУАЛНО
- Златен медал спаринг до 57 кг (Амалия Колева)
- Сребърен медал силов тест (Амалия Колева)

ЖЕНИ ОТБОРНО
- Златен медал силов тест жени (Амалия Колева)
- Сребърен медал спаринг жени (Амалия Колева)
- Бронзов медал специална техника (Амалия Колева)

ЮНОШИ ИНДИВИДУАЛНО
- Бронзов медал спаринг + 75 кг (Бисер Стоянов)

ДЕВОЙКИ ИНДИВИДУАЛНО
- Бронзов медал спаринг + 70 кг (Виктория Йорданова)

ДЕЦА
- Бронзов медал спаринг момичета до 45 кг (Яна Тасева)

### Световна купа по кикбокс Bestfighter, Римини, Италия, 6 – 8 юни 2014 г.
- 11 медала (1 златен, 3 сребърни, 7 бронзови)

МЪЖЕ
- Златен медал кик лайт до 84 кг (Дюк Нуамеруе)
- Сребърен медал лайт до 84 кг (Дюк Нуамеруе)
- Бронзов медал пойнт файт до 84 кг (Дюк Нуамеруе)
- Бронзов медал кик лайт (Димитър Христов)
- Бронзов медал лайт (Димитър Христов)
- Бронзов медал юноши лайт до 69 кг (Мартин Костурков)
- Още три бронзови медала

ЖЕНИ
- Сребърен медал кик лайт до 60 кг (Амалия Колева)
- Сребърен медал лайт до 60 кг (Амалия Колева)

### 11-о за юноши и девойки, 6-о за ветерани Световно първенство по таекуондо, Душанбе, Таджикистан, 3 – 11 август 2014 г.
- 2 медала (2 бронзови)

ЮНОШИ ИНДИВИДУАЛНО
- Бронзов медал спаринг + 75 кг (Бисер Стоянов)

ДЕВОЙКИ ИНДИВИДУАЛНО
- Бронзов медал спаринг + 70 кг (Виктория Йорданова)

### Европейско първенство по кикбокс WAKO, Марибор, Словения, 15 – 22 ноември 2014 г.
- 2 медала (1 златен, 1 сребърен)

МЪЖЕ
- Златен медал лайт до 84 кг (Дюк Нуамеруе)
- Сребърен медал кик лайт до 94 кг (Антони Давидов)

## 2013 година

### Световно първенство по кикбокс WAKO Анталия, Турция, 30 ноември – 8 декември 2013
- 3 медала (1 златен, 2 бронзови)

МЪЖЕ
- Златен медал лайт контакт до 84 кг (Дюк Нуамеруе)

ЖЕНИ
- Бронзов медал кик лайт до 55 кг (Амалия Колева)
- Бронзов медал лайт контакт до 55 кг (Амалия Колева)

### 28-о за мъже и жени, 19-о за юноши и девойки, 5-о за ветерани, 3-то за деца Европейско първенство по таекуондо, Блед, Словения, 22 – 28 юни 2013 г.
- 13 медала (2 златни, 6 сребърни, 5 бронзови)

ЖЕНИ ИНДИВИДУАЛНО
- Златен медал спаринг до 57 кг (Амалия Колева)
- Сребърен медал силов тест (Амалия Колева)

МЪЖЕ ИНДИВИДУАЛНО
- Сребърен медал спаринг мъже до 85 кг (Мариан Макавеев)

ДЕВОЙКИ ИНДИВИДУАЛНО
- Бронзов медал спаринг + 70 кг (Виктория Йорданова)

ЮНОШИ ИНДИВИДУАЛНО
- Сребърен медал спаринг + 85 кг (Бисер Стоянов)

ЖЕНИ ОТБОРНО
- Златен медал спаринг жени (Амалия Колева)

МЪЖЕ ОТБОРНО
- Сребърен медал Power Team Sparring (Дюк Нуамеруе, Димитър Христов, Антони Давидов)
- Бронзов медал силов тест (Дюк Нуамеруе, Димитър Христов, Антони Давидов)
- Бронзов медал форма (Димитър Христов)

## 2012 година

### 10-о за юноши и девойки и 5-о за ветерани Световно първенство по таекуондо, Талин, Естония, 20 – 26 август 2012 г.
- 1 бронзов

ДЕВОЙКИ ИНДИВИДУАЛНО
- Бронзов медал спаринг + 70 кг (Виктория Йорданова)

### 27-о за мъже и жени, 18-о за юноши и девойки, 4-то за ветерани, 2-во за деца Европейско първенство по таекуондо София, България, 14 – 20 май 2012 г.
- 16 медала (5 златни, 2 сребърни, 9 бронзови)

ЖЕНИ ИНДИВИДУАЛНО
- Златен медал силов тест (Амалия Колева)
- Сребърен медал спаринг до 57 кг (Амалия Колева)

МЪЖЕ ИНДИВИДУАЛНО
- Бронзов медал спаринг до 85 кг (Дюк Нуамеруе)

МЪЖЕ ОТБОРНО
- Златен медал Power Team Sparring мъже (Дюк Нуамеруе, Димитър Христов, Антони Давидов)
- Бронзов медал форма мъже (Дюк Нуамеруе, Димитър Христов)

ЖЕНИ ОТБОРНО
- Златен медал спаринг жени (Амалия Колева)
- Бронзов медал форма жени (Амалия Колева)

ДЕВОЙКИ ИНДИВИДУАЛНО
- Бронзов медал спаринг + 70 кг (Виктория Йорданова)

ВЕТЕРАНИ ИНДИВИДУАЛНО
- Бронзов медал спаринг над 90 кг. (Милен Денев)
- Бронзов медал форма до III дан (Милен Денев)

ВЕТЕРАНИ ОТБОРНО
- Сребърен медал силов тест (Милен Денев)
- Бронзов медал форма (Милен Денев)
- Бронзов медал спаринг (Милен Денев)

## 2011 година

### 26-о за мъже и жени, 17-о за юноши и девойки, 3-то за ветерани, 1-во за деца Европейско първенство по таекуондо в Талин, Естония, 21 – 28 февруари 2011 г.
- 26 медала (9 златни, 4 сребърни, 13 бронзови)

ЖЕНИ ИНДИВИДУАЛНО
- Златен медал спаринг до 51 кг. (Недялка Бачева)
- Сребърен медал спаринг до 57 кг. (Амалия Колева)
- Сребърен медал силов тест (Амалия Колева)
- Бронзов медал спаринг до 45 кг. (Теодора Златкова)

МЪЖЕ ИНДИВИДУАЛНО
- Златен медал спаринг до 78 кг. (Дюк Нуамеруе)
- Сребърен медал форма до I дан (Мариан Макавеев)
- Сребърен медал спаринг до 64 кг (Марио Кирилов)
- Бронзов медал форма до III дан (Марио Кирилов)
- Бронзов медал специална техника (Дюк Нуамеруе)
- Бронзов медал спаринг до 71 кг. (Венелин Анков)

МЪЖЕ ОТБОРНО
- Златен медал спаринг мъже (Дюк Нуамеруе, Марио Кирилов, Мариан Макавеев, Венелин Анков)
- Бронзов медал форма мъже (Дюк Нуамеруе, Марио Кирилов, Мариан Макавеев)

ЖЕНИ ОТБОРНО
- Златен медал силов тест жени (Амалия Колева, Недялка Бачева, Теодора Златкова)
- Бронзов медал спаринг жени (Амалия Колева, Недялка Бачева, Теодора Златкова)

### 17-о Световно първенство по таекуондо, Пхенян, КНДР, 6 – 12 септември 2011 г.
- 7 медала (3 златни, 1 сребърен, 3 бронзови)

ЖЕНИ ИНДИВИДУАЛНО
- Сребърен медал спаринг до 57 кг. (Амалия Колева)
- Бронзов медал спаринг до 51 кг. (Недялка Бачева)
- Бронзов медал спаринг до 45 кг. (Теодора Златкова)

МЪЖЕ ИНДИВИДУАЛНО
- Бронзов медал спаринг до 78 кг (Дюк Нуамеруе)

ЖЕНИ ОТБОРНО
- Златен медал специална техника жени (Амалия Колева, Недялка Бачева, Теодора Златкова)

## 2010 година

### 25-о за мъже и жени, 16-о за юноши и девойки, 2-ро за ветерани Европейско първенство по таекуондо в Барлета, Италия, 10 – 15 март 2010 г.
- 24 медала (9 златни, 15 бронзови)

ЖЕНИ ИНДИВИДУАЛНО
- Златен медал силов тест (Амалия Колева)
- Бронзов медал спаринг до 57 кг. (Амалия Колева)
- Бронзов медал самозащита (Амалия Колева)
- Бронзов медал форма до IV дан (Албена Малчева)
- Бронзов медал спаринг до 63 кг. (Албена Малчева)
- Бронзов медал специална техника (Албена Малчева)
- Бронзов медал спаринг до 45 кг. (Анелия Милкова)

МЪЖЕ ИНДИВИДУАЛНО
- Бронзов медал спаринг до 78 кг. (Дюк Нуамеруе)
- Бронзов медал специална техника (Дюк Нуамеруе)
- Бронзов медал спаринг до 71 кг. (Венелин Анков)
- Бронзов медал спаринг до 85 кг. (Мариан Макавеев)

ЖЕНИ ОТБОРНО
- Златен медал спаринг (Албена Малчева, Амалия Колева, Недялка Бачева, Анелия Милкова)
- Златен медал силов тест (Албена Малчева, Амалия Колева, Недялка Бачева, Анелия Милкова)

МЪЖЕ ОТБОРНО
- Бронзов медал форма (Дюк Нуамеруе, Мариан Макавеев)
- Бронзов медал спаринг (Дюк Нуамеруе, Венелин Анков, Мариан Макавеев)

## 2009 година

### 16-о Световно първенство по таекуондо, Санкт Петербург, Русия, 12 – 17 октомври 2009 г.
- 6 медала (1 златен, 1 сребърен, 4 бронзови)

ЖЕНИ ИНДИВИДУАЛНО
- Златен медал спаринг до 57 кг. (Амалия Колева)
- Сребърен медал спаринг до 51 кг. (Недялка Бачева)

МЪЖЕ ИНДИВИДУАЛНО
- Бронзов медал специална техника (Дюк Нуамеруе)

ЖЕНИ ОТБОРНО
- Бронзов медал специална техника (Албена Малчева, Амалия Колева, Недялка Бачева)

### 24-то за мъже и жени, 15-о за юноши и девойки, 1-во за ветерани Европейско първенство по таекуондо, Жрече, Словения, 12 – 17 май 2009 г.
- 36 медала (6 златни, 15 сребърни, 15 бронзови)

ЖЕНИ ИНДИВИДУАЛНО
- Златен медал спаринг до 63 кг. (Албена Малчева)
- Златен медал спаринг до 57 кг (Амалия Колева)
- Сребърен медал форма до IV дан (Амалия Колева)
- Сребърен медал силов тест (Амалия Колева)
- Сребърен медал самозащита (Амалия Колева)
- Сребърен медал спаринг до 51 кг. (Недялка Бачева)
- Бронзов медал форма до III дан (Албена Малчева)
- Бронзов медал спаринг до 45 кг. (Анелия Милкова)
- Брознов медал специална техника (Албена Малчева)

МЪЖЕ ИНДИВИДУАЛНО
- Сребърен медал спаринг до 78 кг. (Дюк Нуамеруе)
- Сребърен медал специална техника (Дюк Нуамеруе)
- Сребърен медал спаринг до 85 кг. (Мариан Макавеев)
- Бронзов медал форма до II дан (Марио Кирилов)
- Бронзов медал спаринг до 64 кг. (Марио Кирилов)

ЖЕНИ ОТБОРНО
- Златен медал спаринг (Албена Малчева, Амалия Колева, Недялка Бачева, Анелия Милкова)
- Сребърен медал силов тест (Албена Малчева, Амалия Колева, Недялка Бачева, Анелия Милкова)
- Сребърен медал специална техника (Албена Малчева, Амалия Колева, Недялка Бачева, Анелия Милкова)
- Бронзов медал форма (Албена Малчева, Амалия Колева, Недялка Бачева, Анелия Милкова)

МЪЖЕ ОТБОРНО
- Бронзов медал форма (Дюк Нуамеруе, Мариан Макавеев, Марио Кирилов)
- Бронзов медал спаринг мъже (Дюк Нуамеруе, Мариан Макавеев, Марио Кирилов)

## 2008 година

### 23-то Европейско първенство по таекуондо, Пореч, Хърватия, 28 май – 3 юни 2008 г.
- 30 медала (3 златни, 9 сребърни, 18 бронзови)

ЖЕНИ ИНДИВИДУАЛНО
- Златен медал спаринг до 45 кг. (Анелия Милкова)
- Златен медал спаринг до 63 кг. (Албена Малчева)
- Златен медал силов тест (Амалия Колева)
- Сребърен медал специална техника (Амалия Колева)
- Бронзов медал форма до II дан (Недялка Бачева)
- Бронзов медал спаринг до 57 кг. (Амалия Колева)
- Бронзов медал спаринг до 51 кг. (Недялка Бачева)

МЪЖЕ ИНДИВИДУАЛНО
- Бронзов медал спаринг до 85 кг (Мариан Макавеев)

ЖЕНИ ОТБОРНО
- Сребърен медал силов тест жени (Албена Малчева, Амалия Колева, Недялка Бачева, Анелия Милкова)
- Сребърен медал специална техника жени (Албена Малчева, Амалия Колева, Недялка Бачева, Анелия Милкова)
- Бронзов медал форма жени (Албена Малчева, Амалия Колева, Недялка Бачева, Анелия Милкова)
- Бронзов медал спаринг жени (Албена Малчева, Амалия Колева, Недялка Бачева, Анелия Милкова)

МЪЖЕ ОТБОРНО
- Бронзов медал форма мъже (Дюк Нуамеруе, Мариан Макавеев, Марио Кирилов)
- Бронзов медал спаринг мъже (Дюк Нуамеруе, Мариан Макавеев, Марио Кирилов)

## 2007 година

### 15-о Световно първенство по таекуондо за мъже и жени, Блед, Словения, 24 – 29 април 2007 г.
- 8 медала (4 сребърни, 4 бронзови)

ЖЕНИ ИНДИВИДУАЛНО
- Сребърен медал спаринг до 45 кг (Анелия Милкова)
- Бронзов медал спаринг до 57 кг (Амалия Колева)
- Бронзов медал спаринг до 63 кг (Албена Малчева)

ЖЕНИ ОТБОРНО
- Сребърен медал спаринг жени (Албена Малчева, Амалия Колева, Недялка Бачева)

МЪЖЕ ОТБОРНО
- Бронзов медал спаринг мъже (Мариан Макавеев, Марио Кирилов)

### 22-ро за мъже и жени Европейско първенство по таекуондо Талин, Естония, 17 – 21 октомври 2007 г.
- 16 медала (4 златни, 6 сребърни, 6 бронзови)

ЖЕНИ ИНДИВИДУАЛНО
- Златен медал спаринг до 63 кг (Албена Малчева)
- Сребърен медал форма до III дан (Албена Малчева)
- Сребърен медал силов тест (Амалия Колева)
- Сребърен медал самозащита (Амалия Колева)
- Сребърен медал спаринг до 45 кг. (Анелия Милкова)
- Бронзов медал спаринг до 51 кг. (Недялка Бачева)

МЪЖЕ ИНДИВИДУАЛНО
- Сребърен медал спаринг до 85 кг. (Мариан Макавеев)
- Сребърен медал самозащита (Марио Кирилов)
- Бронзов медал форма до I дан (Мариан Макавеев)

ЖЕНИ ОТБОРНО
- Златен медал отборно спаринг жени (Амалия Колева, Албена Малчева, Недялка Бачева)
- Бронзов медал отборно форма жени (Амалия Колева, Албена Малчева, Недялка Бачева)

МЪЖЕ ОТБОРНО
- Бронзов медал отборно форма мъже (Мариан Макавеев)

## 2006 година

### 21-во Европейско първенство по таекуондо Солун, Гърция, 27 септември – 1 октомври 2006 г.
- 14 медала (6 златни, 2 сребърни, 6 бронзови)

ЖЕНИ ИНДИВИДУАЛНО
- Златен медал спаринг до 63 кг. (Албена Малчева)
- Златен медал форма до III дан (Албена Малчева)
- Сребърен медал спаринг до 57 кг. (Амалия Колева)
- Сребърен медал форма до IV дан (Амалия Колева)
- Бронзов медал спаринг до 51 кг. (Недялка Бачева)
- Бронзов медал спаринг до 45 кг. (Анелия Милкова)

ЖЕНИ ОТБОРНО
- Златен медал силов тест жени (Амалия Колева, Албена Малчева, Недялка Бачева, Анелия Милкова)
- Бронзов медал форма жени (Амалия Колева, Албена Малчева, Недялка Бачева, Анелия Милкова)

### II Международни игри по бойни изкуства (IMGC), Пхенян, КНДР, 22 – 29 септември 2006 г.
- 7 медала (1 златен, 4 сребърни, 2 бронзови)

ЖЕНИ ИНДИВИДУАЛНО
- Златен медал спаринг до 57 кг (Амалия Колева)
- Сребърен медал форма до IV дан (Амалия Колева)
- Сребърен медал спаринг до 63 кг (Албена Малчева)
- Сребърен медал спаринг до 51 кг (Недялка Бачева)
- Бронзов медал форма до II дан (Албена Малчева)
- Бронзов медал форма до I дан (Недялка Бачева)

ЖЕНИ ОТБОРНО
- Сребърен медал отборно спаринг жени (Амалия Колева, Албена Малчева, Недялка Бачева)

### 2-ро Световно първенство за ветерани и 7-о за юноши и девойки по таекуондо, София, България, 26 – 30 юли 2006 г.
- 10 медала (5 златни, 5 бронзови)

ВЕТЕРАНИ ИНДИВИДУАЛНО
- Златен медал спаринг мъже + 90 кг. (Милен Денев)
- Златен медал спаринг мъже до 80 кг. (Сашо Йорданов)
- Бронзов медал форма мъже до III дан (Сашо Йорданов)

ЮНОШИ ИНДИВИДУАЛНО
- Бронзов медал спаринг до 57 кг (Марио Кирилов)

ДЕВОЙКИ ОТБОРНО
- Златен медал специална техника девойки (Диляна Малчева, Дарина Стефанова, Станислава Тропчева)
- Бронзов медал форма девойки (Диляна Малчева, Дарина Стефанова, Станислава Тропчева)

## 2005 година

### 20-о Европейско първенство по таекуондо, Дъблин, Ирландия, 8 – 10 април 2005 г.
- 15 медала (1 златен, 2 сребърни, 12 бронзови)

ЖЕНИ ИНДИВИДУАЛНО
- Златен медал спаринг до 63 кг (Албена Малчева)
- Сребърен медал спаринг до 58 кг (Амалия Колева)
- Сребърен медал форма до IV дан (Амалия Колева)
- Бронзов медал спаринг до 51 кг (Недялка Бачева)
- Бронзов медал специална техника (Амалия Колева)
- Бронзов медал силов тест (Амалия Колева)

ЖЕНИ ОТБОРНО
- Бронзов медал спаринг жени (Амалия Колева, Албена Малчева, Недялка Бачева, Деяна Кръстева)
- Бронзов медал силов тест жени (Амалия Колева, Албена Малчева, Недялка Бачева, Деяна Кръстева)

ЮНОШИ ИНДИВИДУАЛНО
- Бронзов медал спаринг + 70 кг (Мариян Макавеев)

## 2004 година

### 19-о за мъже и жени, 10-о за юноши и девойки Европейско първенство по таекуондо, София, България, 6 – 9 май 2004 г.
- 21 медала (2 златни, 5 сребърни, 14 бронзови)

ЖЕНИ ИНДИВИДУАЛНО
- Златен медал форма до IV дан (Амалия Колева)
- Златен медал спаринг до 63 кг (Албена Малчева)
- Сребърен медал форма до III дан (Албена Малчева)
- Сребърен медал спаринг до 58 кг (Амалия Колева)
- Сребърен медал специална техника (Амалия Колева)
- Сребърен медал спаринг до 51 кг (Деяна Кръстева)
- Сребърен медал спаринг + 75 кг (Радостина Рангелова)
- Бронзов медал форма до I дан (Радостина Рангелова)

ЖЕНИ ОТБОРНО
- Бронзов медал силов тест жени (Амалия Колева, Албена Малчева, Деяна Кръстева, Радостина Рангелова)
- Бронзов медал спаринг жени (Амалия Колева, Албена Малчева, Деяна Кръстева, Радостина Рангелова)
- Бронзов медал специална техника жени (Амалия Колева, Албена Малчева, Деяна Кръстева, Радостина Рангелова)

ЮНОШИ ИНДИВИДУАЛНО
- Бронзов медал спаринг + 70 кг (Мариян Макавеев)

## 2003 година

### 13-о Световно първенство по таекуондо, Солун, Гърция, 12 – 13 юни 2003 г.
- 12 медала (2 сребърни, 10 бронзови)

ЖЕНИ ИНДИВИДУАЛНО
- Сребърен медал спаринг до 75 кг (Албена Малчева)
- Сребърен медал спаринг до 58 кг (Амалия Колева)
- Бронзов медал спаринг до 63 кг (Недялка Бачева)
- Бронзов медал спаринг до 51 кг (Деяна Кръстева)

ЖЕНИ ОТБОРНО
- Бронзов медал отборно спаринг (Амалия Колева, Албена Малчева, Недялка Бачева, Деяна Кръстева)
- Бронзов медал отборно силов тест (Амалия Колева, Албена Малчева, Недялка Бачева, Деяна Кръстева)

### 18-о Европейско първенство по таекуондо, Кошице, Словакия, 16 – 18 април 2003 г.
- 21 медала (6 сребърни, 15 бронзови)

ЖЕНИ ИНДИВИДУАЛНО
- Сребърен медал спаринг до 58 кг (Амалия Колева)
- Сребърен медал спаринг до 75 кг (Албена Малчева)
- Бронзов медал спаринг до 63 кг (Недялка Бачева)
- Бронзов медал специална техника Амалия Колева
- Бронзов медал силов тест (Албена Малчева)

ЖЕНИ ОТБОРНО
- Сребърен медал форма (Амалия Колева, Албена Малчева, Недялка Бачева, Деяна Кръстева)
- Бронзов медал спаринг (Амалия Колева, Албена Малчева, Недялка Бачева, Деяна Кръстева)
- Бронзов медал силов тест (Амалия Колева, Албена Малчева, Недялка Бачева, Деяна Кръстева)
- Бронзов медал специална техника (Амалия Колева, Албена Малчева, Недялка Бачева, Деяна Кръстева)

## 2002 година

### 17-о Европейско първенство по таекуондо, Требон, Чехия, 3 – 5 май 2002 г.
- 8 бронзови медала

ЖЕНИ ИНДИВИДУАЛНО
- Бронзов медал спаринг до 75 кг (Албена Малчева)
- Бронзов медал спаринг до 52 кг (Деяна Кръстева)

ЖЕНИ ОТБОРНО
- Бронзов медал спаринг (Амалия Колева, Албена Малчева, Деяна Кръстева)
- Бронзов медал форма (Амалия Колева, Албена Малчева, Деяна Кръстева)

## 2001 година

### 16-о Европейско първенство по таекуондо, Бенидорм, Испания, 24 – 29 юни 2001 г.
- 2 бронзови медала

ЖЕНИ ОТБОРНО
- Бронзов медал спаринг (Амалия Колева)
- Бронзов медал силов тест (Амалия Колева)

## 1995 година

### Европейско първенство по таекуондо, Кьолн, Германия, 7 – 9 април 1995 г.
- 4 медала (1 сребърен, 3 бронзови)

ЖЕНИ ИНДИВИДУАЛНО
- Бронзов медал спаринг до 51 кг (Десислава Кирова)

МЪЖЕ ОТБОРНО
- Сребърен медал силов тест (Асен Асенов, Емил Кръстев, Деян Манов)

## История
Създаването на ABC Fight Club става в началото на деветдесетте години, в спортната зала на ВИАС. Макар да постига най-големи успехи в таекуондо, идеята е клубът да обединява различни бойни изкуства. Тогава Красимир Гергинов привлича треньорите Палми Ранчев и Костадин Петков и за първи път в една зала се подготвят състезатели по таекуондо, кикбокс и бокс. Клубът става организатор на първите големи вечери с участието на таекуондисти, кикбоксьори и боксьори. Повечето от тях са на професионално ниво и състезателите получават съответното заплащане за усилията и успехите си. Тогава в залата на АВС се подготвят известни състезатели по професионален бокс, сред които Костадин Семерджиев, Радослав Гайдев, Красимир Инински и други. Двукратен европейски шампион става Емил Тонев, четирикратен републикански шампион и балкански шампион става Александър Берчев и мн. др.
По отношение на таекуондо, и до днес клубът прилага уникалната методика за обучение на всички възрастови групи, разработена от корейския майстор Ким Унг Чол (IX дан). В продължение на години майстор Ким Унг Чол води тренировки в клуба, провежда изпити и семинари в цялата страна и в чужбина и допринася за популяризирането и разпространението на таекуондо в България.

## Дейност

### ТАЕКУОНДО
По отношение на таекуондо, работата на ABC Fight Club се реализира в 3 основни направления.
- Популяризиране на таекуондо като система за активен и здравословен начин на живот, формиране на групи за тренировки на деца,[21] юноши, мъже и жени, независимо от възрастта;
- Развитие на различни специализирани таекуондо дисциплини: спаринг, самоотбрана, тул (форма), специална техника, силов тест, в които всеки практикуващ може да се усъвършенства, според личните си качества и предпочитания;
- Постигане на високо спортно майсторство,[22] организиране и участие в регионални, национални и международни състезания.[23]

Защитилите майсторски степени (дан) в клуба са няколко десетки, а стотици са покрилите изискванията за различните ученически степени през годините.
През 2012 г. отборът на ABC Fight Club участва с успех в организираната за първи път в България нова състезателна дисциплина Power Team Sparring. Тя се създава по идея на Антон Нобило, VIII дан таекуондо ITF, вицепрезидент на Международната федерация по таекуондо ITF, и се тества експериментално с отбори в Хърватия, Босна, Сърбия, България и Словения. През 2012 г. на Европейското първенство по таекуондо ITF, което се провежда от 23 до 29 април в София, Power Team Sparring се въвежда като нова състезателна дисциплина. Тази дисциплина показва таекуондо от една по-атрактивна и зрелища страна. Показва есенцията на техниката на по-професионално ниво, като боят е съвсем реален. Използват се пълната гама от техники с пълен контакт нокаут и нокдаун от което играта става по-бърза и по-зрелищна
Част от дейността на клуба е още – организацията и провеждането на спортни лагери по таекуондо и кикбокс – общо 15, до 2015 г. Провеждат се и вътрешни състезания за обиграване на състезателите по таекуондо и кикбокс, преди участието в национални и международни турнири.
На тренировките по таекуондо се обръща специално внимание както на физическото развитие, така и на запознаването с теорията и философията на корейското бойно изкуство.

### КИК БОКС
Тренировките по кик бокс в ABC Fight Club са предназначени както за професионалисти, така и за любители.
Първите групи по кикбокс на ABC FIGHT CLUB са сформирани през 1993 г., в спортната зала на ВИАС (днес УАСГ), първоначално общи за бокс и кикбокс. Към онзи момент Палми Ранчев е треньорът, който се занимава с боксьорите и кикбоксьорите на клуба.
През годините Палми Ранчев е работил с едни от най-добрите ни кикбоксьори: Емил Тонев, Мишо Симов, Емил Кръстев и др.
Клубът има двукратен световен шампион през 2013 г. и 2015 г. и европейски шампион през 2014 г. по кикбокс – Дюк Нуамеруе. При жените Амалия Колева е носителка на два бронзови медала от Световното първенство по кикбокс в Анталия, Турция, от 2013 г.
Негови състезатели са печелили многократно държавни титли по кикбокс във всички възрастови групи..
През 2022 г. Александра Димитрова става първата българка - европейска шампионка по кикбокс в стил фул контакт. Тя печели титлата на Европейското първенство по кикбокс в Анталия, Турция. 

### БОКС
Първите групи по бокс са сформирани през 1993 г., в спортната зала на ВИАС (дн. УАСГ). Към онзи момент Палми Ранчев е треньорът, който се занимава с боксьорите и кик-боксьорите на клуба. През годините той е подготвил много състезатели по бокс, сред тях: з.м.с. Петър Стоименов, м.с. Бойко Костадинов, м.с. Божидар Иванов и мнозина други шампиони на републикански и международни първенства. Многократно, заради успехите на състезателите си, е обявяван за най-добър треньор на различни вътрешни и международни турнири. В продължение на повече от седемнадесет години е бил треньор в националните отбори по бокс. Има своя система за подготовка на шампиони, която с успех прилага през годините. Работил е със световните шампиони и носители на медали от олимпийски игри Серафим Тодоров, Киркор Киркоров, Даниел Петров и мнозина други. Заедно с Костадин Петков постигат най-значителните успехи на българския бокс в юношеска възраст – например осем медала от Европейското първенство в Тампере, Финландия, с петима финалисти и трима златни медалисти, а Христо Фурнигов печели и купата за най-техничен боксьор. С Михаил Токов и Кольо Здравков постигат най-големия успех на българския бокс на световно първенство – три златни медала и един бронзов с петима участници. В продължение на четиринадесет години Палми Ранчев е треньор в ЦСУ ”Олимпийски надежди” и е първият треньор от училището, покрил изискванията за Заслужил треньор през 1981 г.
Състезателки на клуба са държавни шампиони по бокс за жени през 2015 г. и 2016 г. Участвали са в най-стария международен турнир по бокс в Европа – за купа „Странджата“.
Състезатели и състезателки на клуба са участвали в професионални гала вечери по бокс в периода след 2000-ата година. Към момента след 2019 г. успешни участия в професионални мачове по бокс за жени има Джоана Нуамеруе, с треньор Красимир Гергинов.

### САВАТЕ (ФРЕНСКИ БОКС)
Савате (френски бокс, сават) е боен спорт с произход Франция. Практикува се в много от френскоговорещите общности по света. Към момента в столицата ABC FIGHT CLUB е единственото място, където се провеждат тренировки и семинари по савате. Клубът е редовен участник в държавните първенства (от лицензирането на Българската федерация по савате през 2020 г.), Световни и Европейски първенства по савате, както и Open турнири.
Стиловете в савате са асо, комба, прекомба, савате про, канне.
През 2013 г. състезателката на клуба Амалия Колева участва на савате турнира в World Combat Games в Санкт Петербург.
От този период нататък с ABC Fight Club и състезателите му се свързват някои от най-големите български успехи в малко познатия боен стил сават (френски бокс).
През 2015 г. състезателката на клуба Петя Станева става първата българска европейска шампионка по савате на първенството на Стария континент в Будапеща. Българските участници печелят общо пет златни медала, което нарежда страната ни на историческото трето място в класирането по медали, след Франция и Сърбия. Същата година има и юношески световен шампион на младежкото световно първенство в Пловдив, а през 2016 г. на Европейското младежко първенство в София състезатели на клуба печелят две титли при юношите и девойките, а общият брой медали нарежда България на второ място в класирането, единствено след родината на този спорт – Франция. Семинари и тренировки в клуба по савате са водили французите Ален Тардиц и Филип Маньол. Състезатели от клуба се представят с успех на открити турнири по савате (world open) в България и по света.

### Други
Освен таекуондо, бокс, кикбокс и савате, през годините ABC Fight Club провежда тренировки и семинари. Негови състезатели участват в състезания по таекуондо WTF (олимпийска версия), муай тай. В клуба са водени семинари по руския боен стил „Система“, хапкидо, кумдо и други бойни стилове. Състезатели на клуба са се представяли с успех в различни международни турнири по муай тай и др.
Семинари в клуба са водили корейският майстор сасуним Ким Унг Чол (IX дан таекуондо), Палми Ранчев (бокс и кикбокс) и др. През февруари 2013 тук се провежда първият в България семинар по руското бойно изкуство Система „Рябко“ с инструктор Даниил Рябко – син на основателя на школата полковник Михаил Василиевич Рябко и един от най-способните му ученици. В семинара участват 30 души, всички с дългогодишен предишен опит в различни бойни изкуства. През 2014 г. семинар води Александър Андрейченков (Система „Рябко“ – единоборството на Древна Русия), през 2015 г. – Александър Соловьов (руски ръкопашен бой), а през 2016 г. – Сергей Полунин (Система „Сварга“). През 2016 г. хапкидо и кумдо от школата Дук Моо представя майстор Димитрис Ифантидис от Гърция.